# Памятник воинам-землякам (Чыаппара)
«Памятник воинам-землякам, погибшим в годы Великой Отечественной войны, участникам войны и труженикам тыла» — мемориальный комплекс, посвящённый памяти воинов-земляков участников Великой Отечественной войны в селе Чыаппара, Алагарского наслега, Чурапчинского улуса, Республики Саха (Якутия). Памятник истории и культуры местного значения.

## Общая информация
После победоносного окончания Великой Отечественной войны в городах и сёлах республики Якутия стали активно возводить первые памятники и мемориалы, посвящённые павшим солдатам. Памятник воинам-землякам был установлен в самом центре села Чыаппара Чурапчинского улуса. В 1991 году по проекту местного жителя Егора Дмитриевича Сорокоумова, который в том числе руководил бригадой строителей памятник был установлен в центре села рядом со зданием школы имени Г. Д. Протодьяконова. Здесь же на территории мемориального комплекса был установлен и бюст воина-артиллериста Г. Д. Протодьяконова.

## История
По архивным сведениям и документам, в годы Великой Отечественной войны из Алагарского наслега на фронт было отправлено 132 воина, среди них — кавалер ордена Красной Звезды С. Н. Оконешников и прославленный артиллерист Г. Д. Протодьяконов. Годы войны были тяжёлыми для наслега, война сопровождалась засухой. Постановлением правительства Якутской АССР колхозы «Жданов», «Ворошилов» и «Чаачыгый» были переселены на север. В 1944 году колхозы вернулись обратно к своим родным местам. Всего из наслега за самоотверженный труд в тылу 37 человек были представлены к награждению медалью «За доблестный труд в годы Великой Отечественной войны 1941—1945 гг.».

## Описание памятника
Памятник представляет собой мемориальную композицию, которая состоит из пяти бетонных стендов. Четыре стенда размещены на металлических столбах выполненных из труб, на них установлены по четыре мраморные таблички с именами участников Великой Отечественной войны, призванных из четырех колхозов «Чаачыгый» — 34 человек, «Колхоз имени Жданова» — 34 человек, «1 мая» — 54 человек, «Колхоз имени Ворошилова» — 11 человек. Центральный прямоугольный стенд сверху соединён с двумя боковыми мелкими трубами. На расширении также размещены мраморные таблички с надписями на якутском языке: «Ким да умнуллубат, туох да умнуллубат» (Никто не забыт, ничто не забыто), «Сэрии уонна тыыл кыттыылаахтара Алагар нэьилиэгиттэн» (Участники Великой Отечественной войны и труженики тыла из Алагарского наслега). В верхней части центрального стенда установлены ещё три мраморные таблички с указанием дат «1941», «1945», «1995», под ними имеется орнаментированный ряд. В нижней части стенда имеется выступающая тумба, на которой прикреплена мраморная доска с изображением вечного огня и лавровой ветви. С тыльной стороны памятника нанесены изображения звезды и лавровых ветвей, выкрашенных в бронзовый цвет. Перед памятником размещено орудие — 76 мм пушка. На всей площади комплекса выложена тротуарная плитка. Забор из металлических труб и проката огораживает мемориал.
В соответствии с Приказом Министерства культуры и духовного развития Республики Саха (Якутия) "О включении выявленного объекта культурного наследия «Памятник воинам-землякам, погибшим в годы Великой Отечественной войны, участникам войны и труженикам тыла», расположенного по адресу Республика Саха (Якутия), Чурапчинский улус (район), МО «Алагарский наслег», в центре с. Чыаппара, памятник внесён в реестр объектов культурного наследия народов Российской Федерации и охраняется государством.